# Démétrios le Cynique
Pour les articles homonymes, voir Démétrios.
Démétrios le Cynique est un philosophe attique cynique du Ier siècle, disciple d'Apollonios de Tyane qui fut l'un des maîtres de Démonax.

## Notice historique
À Rome, il devint proche de Thrasea et assista à ses derniers instants. Il critiqua vivement Néron, qui l'expulsa de sa ville. Il vécut à Athènes jusqu'à l'avènement de Vespasien, mais se fit encore une fois expulser pour la véhémence de ses discours contre le nouvel empereur ; il mourut en exil.
Selon Sénèque, Démétrios est l'auteur de l'aphorisme "Il n'y a rien de plus malheureux qu'un homme qui n'a jamais eu de malheur".